# Documenta historiae Croaticae periodum antiaquam illustrantia
Documenta historiae Croaticae periodum antiaquam illustrantia je zbirka izvora za ranosrednjovjekovnu povijest Hrvatske koju je uredio Franjo Rački.

## Pozadina nastanka
Na sjednici filološko-historijskog razreda JAZU 13. prosinca 1872. zaključeno je da se "imade sakupiti i izdati svakolika povjestna građa odnoseća se na doba hrvatskih vladalaca iz narodne hrvatske dinastije, t.j. do početka XII. vieka". Rački je građu tražio u Zadru, Splitu, Trogiru, Šibeniku i Dubrovniku. Djelo je završeno i tiskano 1877. godine.

## Sadržaj
Documenta su razdijeljena na tri dijela:
- Acta (str. 3-182) - isprave iz razdoblja Trpimirovića.
- Rescripta et synodalia (184-214) - zapisnici crkvenih sabora.
- Excerpta et scriptoribus (217-489) - izvadci iz djela raznih pisaca od 548. do 1102.

## Važnost
Povjesničari još uvijek koriste Documenta u svom radu "iako je krajnje vrijeme da se ona revidiraju." Danas se smatraju manjkavima u metodološkom smislu. Dio izvora u njima nije objavljen jer ih Rački nije poznavao, dok su neki objavljeni u lošem prijepisu. Diplomatički materijal iz Documenta revidiran je i objavljen u prvom svesku Diplomatičkog zbornika kraljevine Hrvatske, Dalmacije i Slavonije 1967. godine.